# أبييي آدامز
أبييي آدامز (بالإنجليزية: Abbie Adams)‏ هي فنانة أمريكية، ولدت في 1980.